# Łastiwci (obwód iwanofrankiwski)
Łastiwci (ukr. Ластівці; hist. Krasna) – wieś na Ukrainie, w obwodzie iwanofrankiwskim, w rejonie bohorodczańskim.